# József Deme
József Deme, född den 11 december 1951 i Szolnok, Ungern, är en ungersk kanotist.
Han tog OS-silver i K-2 1000 meter i samband med de olympiska kanottävlingarna 1972 i München.